# جو كوفاكس
جو كوفاكس (مواليد 28 يونيو 1989) هو لاعب دفع الثقل أمريكي، فاز بالميدالية الفضية في أولمبياد 2016 و2020.